# Erythrocebus
Erythrocebus — рід мавп Старого Світу. Усі три види цього роду зустрічаються в Африці. Хоча раніше вважався монотиповим родом, який містив лише E. patas, огляд 2017 року стверджував, що на основі морфологічних даних і сильного географічного поділу між таксонами E. patas слід знову розділити на окремі види, як це було визнано в 19 столітті.
Розрізняють три види:
- Erythrocebus baumstarki
- Erythrocebus patas
- Erythrocebus poliophaeus